# Trygve Slagsvold Vedum
Trygve Slagsvold Vedum (Hamar, 21 de dezembro de 1978) é um político norueguês, líder do Partido do Centro desde 2014.
É deputado do Parlamento da Noruega - o Stortinget, desde 2005.

Foi Ministro da Agricultura em 2012-2013, no Governo Stoltenberg II.